# Basil Kirchin
Basil Kirchin (8. August 1927 in Blackpool; † 18. Juni 2005 in Kingston upon Hull) war zunächst ein britischer Jazz- und Unterhaltungsmusiker, der später als Filmkomponist tätig war und Klangcollagen zwischen Musique concrète und Free Jazz verfasste.

## Leben und Wirken
Kirchin, der Sohn des Bandleaders Ivor Kirchin, trat mit 13 Jahren erstmals öffentlich als Schlagzeuger mit dem Orchester seines Vaters in London auf, mit dem er die nächsten Jahre spielte. Dann war er in den Orchestern von Harry Roy, Teddy Foster, Jack Nathan und Ted Heath tätig.
1952 kehrte er nach London zurück, wo er mit seinem Vater als Co-Leader eine eigene Band gründete, zu der die Trompeter Tony Grant, Stan Palmer, Bobby Orr und Norman Baron, die Saxophonisten Ronnie Baker, Duncan Lamont, Pete Warner, John Xerri und Alex Leslie, Pianist Harry South, Bassist Ronnie Seabrook, Sänger Johnny Grant und Arrangeur John Clarke gehörten. Die Kirchin Band war ein Jahr lang im Fountainbridge Palais in Edinburgh engagiert, dann im Plaza Ballroom in Belfast, im Frühjahr 1954 dann als Begleitung der Sängerin Ruby Murray in Luxemburg.
Mitte 1954 verunglückte Kirchins Vater, und er übernahm bis zur Genesung seines Vaters die alleinige Leitung der Bigband, aus der dann The New Kirchin Band wurde. Die Band nahm einige Plattenseiten auf, unter anderem für den Produzenten George Martin. 1957 löste er mit dem Aufkommen von Skiffle und Rock and Roll die Band auf, zumal er es satt hatte, die Musik anderer Leute zu interpretieren.
Kirchin zog sich dann nach Indien in den Ramakrishna-Tempel zurück und zog von dort nach Sydney. 1961 kam er nach Großbritannien zurück, um mit Keith Herd an experimenteller Filmmusik zu arbeiten, soundtracks for unmade films. Auch verfertigte er Produktionsmusik für die De Wolfe Music, wobei er auf Studiomusiker wie Jimmy Page und Mick Ronson zurückgriff. Seit 1967 nutzte er ein Nagra-Aufnahmegerät, um Geräusche aus der Umwelt, z. B. Tiergeräusche aus dem Zoo, aufzunehmen, die er entsprechend der Philosophie der Musique concrète bearbeitete. Seine Experimente konnte er teilweise über seine Filmmusiken für Catch Us If You Can (1965), The Shuttered Room (1967), The Strange Affair (1968), I Start Counting (1969) oder The Abominable Dr. Phibes (1971) finanzieren.
Von besonderem Interesse war seine Verschmelzung eigener Klangproduktionen mit den Sounds, die (auf den Veröffentlichungen zunächst nicht genannte) Jazz- und Improvisationsmusiker erzeugten; diese wurden zunächst auf zwei Alben veröffentlicht, die unter dem Titel World Within Worlds erschienen. 1971 erschien der erste Teil von Worlds Within Worlds bei EMI Columbia (SCX6463); erst drei Jahre später folgte der zweite Teil der Aufnahmen bei Island Records.
Nach einiger Zeit in der Schweiz zog Kirchin mit seiner Frau nach Yorkshire. Erst ab 2003 wurden seine Arbeiten wiederveröffentlicht; auch einige weitere Werke erschienen in den nächsten Jahren.
2005 starb Kirchin nach einem längeren Krebsleiden. Er beeinflusste Musiker wie Brian Eno ebenso wie Nurse With Wound oder Broadcast.

## Diskographie
- Basil Kirchin & John Coleman Mind on the Run 1966
- Basil Kirchin, John Coleman & Jack Nathan It’s About Time 1968
- States of Mind 1968[7]
- Charcoal Sketches, 1970
- Worlds Within Worlds: Part 1 – Integration/Part 2 – The Human Element 1971 (mit Derek Bailey, Evan Parker, Daryl Runswick, Frank Ricotti, Claire Deniz, Graham Lyons, Brian Dee, Kenny Wheeler)[8]
- Worlds Within Worlds: Part 3 – Emergence/Part 4 – Evolution (mit Derek Bailey, Evan Parker, Daryl Runswick, Frank Ricotti, Claire Deniz, Graham Lyons, Brian Dee, Kenny Wheeler rec. 1970/68, publ. 1974)
- Quantum: Part 1 – Once Upon a Time/Part 2 – Special Relativity (rec. um 1970, publ. 2003)[9]
- Abstractions of the Industrial North (Sammlung seiner Produktionsmusik für De Wolfe Music, publ. 2005)[10]
- Particles, (publ.) 2007

## Filmographie
- 1957: Six-Five Special (Fernsehserie, Episode 35)
- 1958: Six-Five Special (Episode 78)
- 1965: Glut der heißen Körper (Primitive London)
- 1965: Fangt uns, wenn ihr könnt! (Catch Us If You Can)
- 1967: Die verschlossene Tür (The Shuttered Room)
- 1967: Geheimauftrag K (Assignment K)
- 1968: Negatives
- 1968: Skandal bei Scotland Yard (The Strange Affair)
- 1969: I Start Counting
- 1969: Journey to the Unknown: The Madison Equation (Fernsehserie)
- 1971: Das Schreckenskabinett des Dr. Phibes (The Abominable Dr. Phibes)
- 1971: Freelance
- 1974: Das Labor des Grauens – The Freakmaker (The Mutations)

## Lexikalische Einträge
- Ian Carr et al.: The Rough Guide to Jazz. Rough Guides, New York/London 2004, ISBN 1-84353-256-5
- John Chilton: Who’s Who of British Jazz. Continuum, London 2004, ISBN 0-8264-7234-6